# Wolfgang Keilig
Friedrich Wolfgang « Wolf » Keilig (né le 21 mai 1915 à Chemnitz et mort le 29 octobre 1984 à Kalenborn) est un officier allemand, plus récemment général de brigade de l'armée de la Bundeswehr, et écrivain militaire. Il est chef du Bureau d'études et d'exercices de la Bundeswehr (de) et président de l'Association allemande de la Bundeswehr (de) de 1963 à 1967.

## Biographie
Promotions
- 20 avril 1936 Lieutenant
- 1er janvier 1939 Premier lieutenant
- 1er octobre 1941 Capitaine
- 1er août 1943 Major i. G.
- 1er août 1956 Lieutenant-colonel
- 22 avril 1959 Colonel
- 27 juillet 1964 Général de brigade

Wolfgang Keilig, originaire du royaume de Saxe et fils d'un haut conseiller du gouvernement, étudie au lycée d'Annaberg jusqu'à son Abitur en 1934. Il rejoint la Reichswehr comme enseigne et est formé au 4e régiment d'artillerie à Dresde et Bautzen. En 1935, il étudie à l'école d'infanterie de la Reichswehr (de) à Munich et l'école d'artillerie de Jüterbog (de). En 1937, il entre à l' École de renseignement de l'armée (de) à Halle-sur-Saale. Entre-temps, il est officier de batterie et de renseignement au 24e régiment d'artillerie à Plauen. En 1937, il termine sa formation de conducteur à l'école de cavalerie de la Reichswehr (de) à Hanovre. Il est ensuite employé comme adjudant de service au 24e régiment d'artillerie. En février 1940, il rejoint le 293e régiment d'artillerie comme adjudant régimentaire et commandant de batterie ; En novembre/décembre, il sert dans l'état-major du commandant de l'artillerie 121. De 1940 à 1942, il est O1 du 1er groupe Panzer de la Wehrmacht. Pendant une courte période, il remplace l'Ia dans la 330e division d'infanterie. De février à mai 1942, il est Ib au Haut Commandement de la 3e armée Panzer. À l'été 1942, il est d'abord transféré (plus tard à nouveau) à la réserve du Führer auprès du Haut Commandement de la Wehrmacht (OKW) et affecté à la 198e division d'infanterie. En 1942/43, il suit le 8e stage d'état-major général à l'Académie de guerre de Berlin . En mars 1943, il devient Ib de la 1re division blindée. Il est ensuite transféré à l'état-major général et à la réserve du Führer. En décembre 1943, il devient Id du groupe d'armées F et en juin 1944 Ia de la 6e division blindée. De janvier à mars 1945, il est commandant adjoint du 46e régiment d'artillerie blindée. De mai 1945 à mai 1946, il est prisonnier de guerre américain. Après sa libération, il travaille dans le commerce et, de 1952 à 1954, il est porte-parole de l'Association des soldats allemands (de). En novembre 1955, il est accepté dans la Bundeswehr. Il est d'abord assistant et consultant au département III B 5 du ministère fédéral de la Défense (BMVg) à Bonn et chef adjoint et chef du bureau d'accueil de Bonn. De 1958 à 1962, il travaille au département P III 2 du ministère fédéral de la Défense. En 1962/63, il est commandant adjoint de la 30e brigade blindée de grenadiers (de) à Ellwangen, puis chef de département à l'état-major général de la Bundeswehr (de) (Fü B) à Bonn. À partir de 1969, il travaille à l'état-major des études et des exercices de la Bundeswehr (StabStudÜbBw) à Bergisch Gladbach et est chef du département en 1970/71. Il prend sa retraite en 1971. Keilig est marié depuis 1944 et a deux filles.

## Divers
De 1963 à 1967, il est président de l'Association des forces armées fédérales allemandes (de) (DBwV). Dans les années 1960, il préconise que la Bundeswehr ait sa propre juridiction militaire, même en temps de paix. Il déclare que « le système actuel de juridiction pénale militaire ne répond pas aux besoins militaires » et que la justice militaire allemande a considérablement changé au XXe siècle. Sous la République de Weimar, le code pénal militaire est abrogé ; le national-socialisme le réintroduit. Il critique également le groupe spécialisé des soldats du syndicat des services publics, des transports et de la circulation, qui est en concurrence avec le DBwV,

## Récompenses
- Croix de fer de 1re classe
- Croix fédérale du mérite de 1re classe (1971)

## Publications
- Wenn Beweispapiere fehlen. Handbuch der bisher erfassten Personalunterlagen der ehemaligen Deutschen Wehrmacht. 2. Auflage, Schild-Verlag, München 1954.
- Das Deutsche Heer 1939–1945. Gliederung, Einsatz, Stellenbesetzung. 3 Volumes, Podzun, Bad Nauheim 1956 ff.
- hrsg.: Rangliste des deutschen Heeres 1944/1945. Dienstalterlisten T. u. S. d. Generale u. Stabsoffiziere d. Heeres vom 1. Mai 1944 mit amtl. belegbaren Nachtr. bis Kriegsende u. Stellenbesetzung d. höheren Kommandobehörden u. Divisionen d. Dt. Heeres am 10. Juni 1944. Podzun-Pallas, Friedberg 1979,  (ISBN 3-7909-0113-X).
- Die Generale des Heeres 1939–1945. Truppenoffiziere, Sanitätsoffiziere im Generalsrang, Waffenoffiziere im Generalsrang, Offiziere d. Kraftfahrparktruppe im Generalsrang, Ingenieur-Offiziere im Generalsrang, Wehrmachtsrichter im Generalsrang, Verwaltungsoffiziere im Generalsrang, Veterinäroffiziere im Generalsrang. Podzun-Pallas, Friedberg 1983,  (ISBN 3-7909-0202-0).